# کاساندریا
کاساندریا (به لاتین: Kassandreia) یک منطقهٔ مسکونی در یونان است که در Kassandra Municipality واقع شده‌است.